# Brown megye (Wisconsin)
Brown megye az Amerikai Egyesült Államokban, azon belül Wisconsin államban található. Megyeszékhelye és legnagyobb városa Green Bay. Lakosainak száma 268 740 fő (2020. április 1.). Brown megye Oconto, Kewaunee, Manitowoc, Calumet, Outagamie, Shawano és Door megyékkel határos.

## Népesség
A megye népességének változása:
| Lakosok száma | 248 494 | 250 483 | 252 946 | 254 586 | 258 718 | 268 740 |
|               | 2010    | 2011    | 2012    | 2013    | 2015    | 2020    |